# Diablos de Nadadores
Los Diablos de Nadadores es un equipo de béisbol que compite en la Liga del Norte de Coahuila con sede en Nadadores, Coahuila, México.

## Historia
Los Diablos de Nadadores hicieron su debut para la temporada 2018 terminando en último lugar. Para la temporada 2019 volvieron a terminar en último lugar.

## Jugadores

### Roster actual
Por definir.